# Nonantola
Nonântola (em italiano:  Nonantola) é uma comuna italiana da região da Emília-Romanha, província de Modena, com cerca de 12.466 habitantes. Estende-se por uma área de 55 km², tendo uma densidade populacional de 227 hab/km². Faz fronteira com Castelfranco Emilia, Bomporto, Ravarino e Módena (província de Módena), Sant'Agata Bolognese (província de Bolonha).
Nasceu em 752 como mosteiro beneditino, fundado por Santo Anselmo Longobardo.

## Demografia
| Variação demográfica do município entre 1861 e 2011                               |
|                                                                                   |
| Fonte: Istituto Nazionale di Statistica (ISTAT) - Elaboração gráfica da Wikipedia |